# 船岡町 (宮城県)
船岡町（ふなおかまち）は、昭和31年（1956年）まで宮城県柴田郡の北東部にあった町。現在の柴田町南部（おおむね白石川南岸）にあたる。

## 地理
- 河川：阿武隈川、白石川

## 沿革
- 明治22年（1889年）4月1日 - 町村制施行にともない、船岡村・上名生村・中名生村・下名生村の計4か村が合併して新制の船岡村が発足。
- 昭和16年（1941年）11月3日 - 町制施行し、船岡町となる。
- 昭和31年（1956年）4月1日 - 槻木町と合併し、柴田町となる。

## 行政

### 歴代村長
| 代 | 氏名         | 就任                       | 退任                       | 備考                                             |
| -- | ------------ | -------------------------- | -------------------------- | ------------------------------------------------ |
| 1  | 阿部勇八     | 明治22年（1889年）4月22日  | 明治30年（1897年）4月23日  |                                                  |
| 2  | 笠松直蔵     | 明治30年（1897年）4月30日  | 明治30年（1897年）9月25日  |                                                  |
| 3  | 吉野龍三郎   | 明治30年（1897年）11月24日 | 明治32年（1899年）5月9日   |                                                  |
| 4  | 飯淵七三郎   | 明治32年（1899年）10月10日 | 明治34年（1901年）10月11日 | 農事改良に尽力し多額納税により貴族院議員にも選出 |
| 5  | 相馬政五郎   | 明治34年（1901年）10月12日 | 明治35年（1902年）3月20日  |                                                  |
| 6  | 大槻荘三郎   | 明治35年（1902年）3月20日  | 明治39年（1906年）3月19日  |                                                  |
| 7  | 阿部勇八     | 明治39年（1906年）4月30日  | 明治41年（1908年）3月9日   | 再任                                             |
| 8  | 清水寅治     | 明治41年（1908年）3月13日  | 明治42年（1909年）12月25日 |                                                  |
| 9  | 大泉源之助   | 明治42年（1909年）12月15日 | 明治43年（1910年）3月31日  |                                                  |
| 10 | 大槻荘三郎   | 明治43年（1910年）5月20日  | 大正3年（1914年）5月19日   | 再任                                             |
| 11 | 水戸熊蔵     | 大正3年（1914年）6月8日    | 大正15年（1926年）6月27日  |                                                  |
| 12 | 猪股卓爾     | 大正15年（1926年）7月16日  | 昭和4年（1929年）11月22日  |                                                  |
| 13 | 飯淵辰一郎   | 昭和4年（1929年）12月7日   | 昭和7年（1932年）7月25日   |                                                  |
| 14 | 大和田謙之亮 | 昭和7年（1932年）8月8日    | 昭和11年（1936年）4月28日  |                                                  |
| 15 | 飯淵藤三郎   | 昭和11年（1936年）5月16日  | 昭和14年（1939年）4月24日  |                                                  |
| 16 | 佐藤庄治     | 昭和14年（1939年）4月29日  | 昭和14年（1939年）8月3日   |                                                  |
| 17 | 大和田謙之亮 | 昭和14年（1939年）8月4日   | 昭和16年（1941年）11月2日  | 再任                                             |

### 歴代町長
| 代 | 氏名         | 就任                      | 退任                      | 備考         |
| -- | ------------ | ------------------------- | ------------------------- | ------------ |
| 1  | 大和田謙之亮 | 昭和16年（1941年）11月3日 | 昭和18年（1943年）3月19日 | 村長より留任 |
| 2  | 森田専七郎   | 昭和18年（1943年）4月27日 | 昭和22年（1947年）4月26日 |              |
| 3  | 小林貞       | 昭和22年（1947年）6月18日 | 昭和25年（1950年）4月9日  |              |
| 4  | 柴田倫之助   | 昭和25年（1950年）5月21日 | 昭和31年（1956年）3月31日 |              |

## 交通

### 鉄道
- 国鉄東北本線：船岡駅
- 角田軌道：清水駅
※角田軌道は昭和4年（1929年）に廃止

### 道路
- 国道4号